# Steinehüpfen

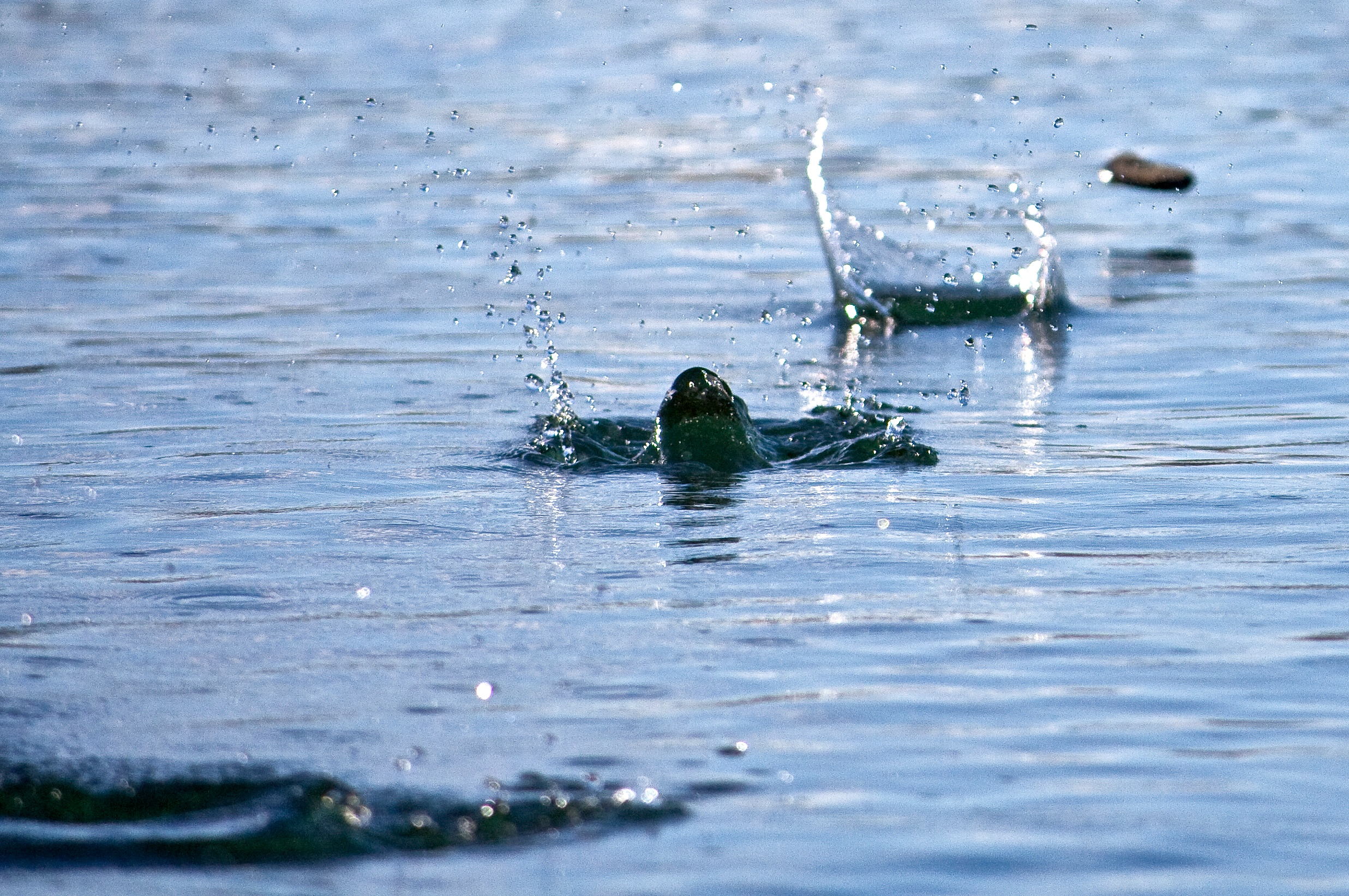
Ein mehrfach von der Wasseroberfläche abprallender Stein

Das Steinehüpfen (für andere Bezeichnungen siehe den Abschnitt zu Synonymen) ist ein sportlicher Zeitvertreib, bei dem es gilt, einen flachen Stein so über eine Wasseroberfläche zu schleudern, dass er möglichst oft davon abprallt (also „hüpft“ oder „springt“), bevor er versinkt.

## Synonyme
Es gibt zahlreiche umgangssprachliche bzw. regionale Bezeichnungen dafür, Steine über das Wasser hüpfen zu lassen. Bereits Friedrich Ludwig Jahn zählte 1816 eine Reihe von Synonymen auf:

„In allen Wassergegenden ist das Schirken eine Belustigung der Knaben, und hat nach den einzelnen Mundarten in Landschaften und Gauen verschiedene Namen: bämmeln, das Bäuerlein lösen, bleiern, die Braut führen, Brot schneiden, Butterbämmen streichen, Butterbrot schmieren, ~ werfen, Butterstollen werfen, fischeln, flacheln, Flätter – auch Pflätter – werfen, flötzen, flözern, Frösche werfen, hitzerlen, Jungfern schießen, ~ werfen[,] – eine ein- zwei- oder dreibeinige Jungfer, Kindli werfen, die liebe Frau lösen, pfleizern, pflinzern, plätschern, plätteln, putjen, Schiffchen machen[,] ~ schlagen, schiffeln, schippern, Schneller schlagen, schnellern, Schüsselchen werfen, spätzeln, Staaren stechen, Steinblitzer machen, steineln, stelzeln, Suppen schlagen[,] ~ schmeißen[,] ~schmelzen.“

Etwa drei Jahrzehnte zuvor sieht ein anonymer Autor Butterstullenwerfen als den „gewöhnlichen“ Ausdruck an und weist noch auf das Synonym Froscherlösen hin. Hermann Wagners Spielbuch für Knaben (1864) spricht nur von Steinwerfen. Die Bezeichnung die Braut führen ist bereits 1616 belegt.
Andere Synonyme oder lautliche Varianten zu den im Zitat von Jahn/Eiselen genannten Bezeichnungen sind Ditschen, Schnellen/Schnellern (in der Bedeutung „sich mit Federkraft schnell fortbewegen“), Pfitscheln, Flitschen, Fitscheln (Sachsen, Thüringen), im Österreichischen Flacherln oder Blattln, im Schweizerdeutschen Schiferen oder auch Bämmelen.

## Geschichte
In der römischen Kaiserzeit beschrieb Minucius Felix in seinem Dialog Octavius, wie Kinder dieses Spiel am Strand spielen. Auch Julius Pollux dokumentiert das Spiel in seinem Onomastikon.
1585 erwähnt John Higgins in seiner Übersetzung des Lexikons Nomenclator von Hadrianus Junius, dass neben Steinen auch Austernschalen verwendet wurden.
Eskimos und die Beduinen kennen das Spiel auch und benutzen Eis bzw. Sand als Untergrund.
Weltrekordhalter im Guinness-Buch der Rekorde ist seit September 2013 Kurt Steiner mit 88 Sprüngen, wobei er eine Distanz von fast 100 Metern überbrückte.

## Naturwissenschaftliche Aspekte

### Physikalische Grundlagen
Zur perfekten Ausführung des Steinehüpfens sind einige physikalische Bedingungen zu erfüllen. Der Stein muss die Form eines flachen Ellipsoids oder einer Scheibe haben und so geworfen werden, dass die abgeflachte Seite und die Wasseroberfläche einen Winkel zwischen 0° und 45° bilden. Die Abwurfhöhe sollte so tief wie möglich sein, am besten nicht viel höher als die Wasseroberfläche selbst. Notwendig ist auch ein wellenarmes, ruhiges Gewässer sowie möglichst wenig Seitenwind. Außerdem muss der Stein in Rotation um seine lotrechte Achse versetzt werden. Von Kreiseln ist dieses Verhalten bekannt: Solange kein die Bewegung störendes Drehmoment auf den Körper wirkt, bleibt die Rotation unverändert erhalten und stabilisiert den Flugkörper. Wirft man Steine ohne diesen zusätzlichen Drehimpuls, so verlieren sie durch kleine Störungen während des Fluges ihre Ausrichtung. Beim Aufprall auf das Wasser tauchen sie dann unter. Eine Eigendrehbewegung des Steins ist dadurch erreichbar, indem der Stein zwischen Daumen und Mittelfinger festgehalten und im Augenblick des Abwurfs mit dem Zeigefinger auf den Rand des Steines Druck ausgeübt wird. Größere Steine hält man zwischen Daumen und Mittelfinger und legt den Zeigefinger auf der Schmalseite an, wo er beim Abwurf durch tangentiale Kraftwirkung die Rotation erzeugt.
Sobald der Stein auf die Wasseroberfläche aufprallt, springt er allerdings nicht wie ein Ball zurück, denn die Wasseroberfläche wirkt nicht wie ein fester Körper. Filmaufnahmen zeigen, dass der im spitzen Winkel zur Wasseroberfläche geworfene Stein mit seiner hinteren Kante zuerst auf das Wasser trifft. Der Stein gleitet dann, durch seine Drehbewegung stabilisiert, zunächst ein kleines Stück auf der Wasseroberfläche und schiebt dabei einen kleinen Wasserwall wie eine Bugwelle vor sich her, die er, bei ausreichender Geschwindigkeit, einholt: Wie an einer Sprungschanze gleitet er an dieser Welle hoch und geht in den nächsten Sprung über. Durch Reibungsverluste verliert er bei jedem Kontakt mit der Wasseroberfläche Bewegungs- und Drehenergie. Die Sprünge werden dadurch zunehmend kürzer und gehen dann in eine Art Schlittern über. Schließlich ist entweder die Geschwindigkeit des Steins so gering, dass er die Bugwelle nicht mehr einholen kann und im Wasser versinkt, oder sein Drall reicht – dies ist vor allem bei kleinen Steinen der Fall – zur Stabilisierung seiner Bahn nicht mehr aus. Der Stein trifft dann nicht mehr flach auf das Wasser und taucht ein.

Bewegungsablauf beim Steinehüpfen. Im Detail der Aufprall des Steins auf die Wasseroberfläche.
Er erzeugt eine Bugwelle, die – falls seine Geschwindigkeit höher ist als die der Welle – wie eine Sprungschanze wirkt.

### Anwendung in der Militärtechnik

Prinzip einer Rollbombe

Im Zweiten Weltkrieg wurden Rollbomben beim Edersee und der Möhnetalsperre im Rahmen der Operation Chastise eingesetzt, um deutsche Staumauern zu zerstören. Diese Bomben wurden in Rotation versetzt und im schnellen Tiefflug aus dem Flugzeug abgeworfen. Dadurch prallten sie – analog zu den Steinen beim Steinehüpfen – mehrmals von der Wasseroberfläche ab. So konnten die im Wasser befindlichen Torpedoschutznetze umgangen werden.

### Wissenschaftliche Untersuchungen
Die Forscher Lionel Rosellini, Christophe Clanet, Fabien Hersen und Lydéric Bocquet der Universitäten Marseille und Lyon haben die Bedingungen für den optimalen Steinwurf experimentell untersucht. Sie konstruierten eine Wurfmaschine, die Aluminiumscheiben als flache Modellsteine auf eine Wasseroberfläche schleuderte. Bei den Würfen variierten die Wissenschaftler die Abwurfgeschwindigkeit des Steins, seinen Aufprallwinkel auf dem Wasser sowie die Eigenrotation der Scheibe. Der Bewegungsablauf wurde mit einer Hochgeschwindigkeitskamera dokumentiert. Bei der Auswertung der Daten kamen die Wissenschaftler zu dem Ergebnis, dass kurze Kontaktzeiten mit der Wasseroberfläche die Anzahl der möglichen Sprünge entscheidend beeinflussen: Je kürzer der Kontakt, desto weniger Energie geht durch Reibung verloren. Im Experiment betrug diese Zeit weniger als 10 ms. Die Energieverluste sind auch der Grund, warum Steine mit kleinen Anfangsgeschwindigkeiten wenig erfolgreich sind. Unabhängig von der Eigenrotation oder der Geschwindigkeit des Steins wurde die optimale Berührungszeit dann erreicht, wenn der Stein in einem Winkel von 20° auf die Wasseroberfläche prallte. Bei Aufprallwinkeln über 45° konnte das Sprungphänomen überhaupt nicht mehr beobachtet werden.

Auch auf feuchtem Sand lassen sich Steinsprünge ausführen. Dabei kann beobachtet werden, dass kurze und lange Sprungweiten einander abwechseln. Filmaufnahmen zeigen, dass die kurzen Abstände entstehen, wenn die hintere und vordere Kante des Steins auf den im Vergleich zum Wasser festeren Sand treffen. Der Stein wird durch den Aufprall so abgebremst, dass er kippt, bevor er erneut zum Sprung ansetzt.

### Vergleich mit dem Wiedereintritt in die Atmosphäre (Raumfahrt)
Der Hüpf-Effekt der Steine wird  auch als Erklärung für das „Abprallen“ eines Raumfahrzeugs beim zu flachen Wiedereintritt in die Erdatmosphäre genommen. Dies ist jedoch falsch, übliche Wiedereintrittskörper erzeugen dafür zu wenig Auftrieb. Das vermeintliche „Abprallen“ ist ein geometrischer Effekt: Durch zu geringes Abbremsen bleibt die Bahn näherungsweise eine Ellipse, auf der sich der Körper zuerst dem Planeten nähert (siehe Erdnähe oder Perigäum) und später wieder entfernt. Wenn diese Bahn als Höhe über der Planetenoberfläche interpretiert wird, ergibt sich anfangs ein Absinken und später wieder ein Ansteigen. Auch ein mehrfaches Eintauchen in die Atmosphäre bei einer Atmosphärenbremsung zeigt bei einer einfachen Auftragung der Bahnhöhe ein ähnliches Bild wie der hüpfende Stein, hat jedoch eine ganz andere Ursache. Hypothetische Raumgleiter mit einem wesentlich stärkeren Auftrieb wie der Silbervogel oder der Waverider würden ein Hüpfen ähnlich dem Stein in der Hochatmosphäre möglich machen.